# Campodorus abietinus
Campodorus abietinus là một loài tò vò trong họ Ichneumonidae.